# Будинок вчених (Харків)
Ха́рківський Буди́нок вчених — центр культури, науки та мистецтва.

## Історія
У Харкові Будинок вчених був відкритий з ініціативи Всеукраїнського комітету сприяння вченим в 1924 р., після відкриття Будинків вчених у Петрограді (1921 р.) і в Москві (1922 р.).
В 1934 р. за пропозицією Всеукраїнського комітету сприяння вченим при РНК УРСР, Українського товариства науки та техніки, ряду організацій міста, Будинку вчених був відведений особняк О. М. Бекетова (вул. Жон Мироносиць, 10), де він перебуває дотепер.

## Пам'ятка архітектури
Особняк побудований за проєктом академіка архітектури Олекія Бекетова в 1897 році у стилі неогрецького класицизму для сім'ї архітектора. Фасад, дах та вікна будівлі постраждали під час російських обстрілів центра міста у березні 2022 року.

## Ботанічна пам'ятка природи місцевого значення
- Будинок вчених (пам'ятка природи)
- Особняк Бекетових (вулиця Жон-Мироносиць)